# Argas (cratera)
Argas é uma cratera marciana. Tem como característica 3.7 quilômetros de diâmetro. Deve o seu nome a Argas, uma localidade russa.